# Amfilòquia
Amfilòquia (grec antic: Ἀμφιλοχία, llatí: Amphilochia) fou una regió de l'antiga Grècia situada a l'extrem oriental del golf d'Ambràcia, entre Acarnània, Ambràcia i el territori dels dòlops i els agreesos. La capital i única ciutat era Argos anomenada també Amfilòquia.
Tenia al nord a Ambràcia i al sud els agreesos i no s'estenia cap a l'interior, en un territori muntanyós i amb una costa escarpada. Estava poblat pels amfiloquis, que generalment eren considerats acarnanis o epirotes. Es deien descendents d'Amfíloc, fill d'Amfiarau.
Durant la guerra del Peloponès, Ambràcia va dominar tot el territori d'Amfilòquia amb la ciutat d'Argos, que era aliada d'Acarnània. Els amfiloquis van demanar ajut a Atenes que va enviar una força dirigida per Formió. Va ocupar Argos i va vendre als pobladors ambraciotes com esclaus, retornant la ciutat als amfiloquis l'any 432 aC. El 430 aC Ambràcia va tornar a atacar Argos però la ciutat els va poder rebutjar. L'any següent Ambràcia va formar una coalició amb la tribu epirota dels caons i d'altres tribus de la regió i dirigits pel comandant espartà Cnem van atacar Acarnània, aliada dels amfiloquis, però en van sortir derrotats davant de la ciutat d'Estratos. El 426 aC Ambràcia va tornar a provar de conquerir Argos però una altra vegada va ser derrotada primer per l'atenès Demòstenes i després pels acarnanis i quasi tota la població en edat d'agafar les armes va morir, per la qual cosa Ambràcia podia ser ocupada sense lluita pels atenesos però els acarnanis es van oposar a la seva conquesta per por que els atenencs resultessin pitjor veïns que els ambraciotes i es va fer un tractat de pau entre Ambràcia d'un costat i Acarnània i els amfiloquis d'altra, per una durada de 100 anys. Cap a l'any 320 aC van ser conquerits per Etòlia i després el territori es va incorporar a la província romana d'Epir.
El 1908, la vila de Karvassaràs fou reanomenada Amfilòquia (grec: Αμφιλοχία) en referència a aquesta antiga regió.